# El Brasilar
El Brasilar är en ort i Mexiko.   Den ligger i kommunen San Felipe Orizatlán och delstaten Hidalgo, i den sydöstra delen av landet, 220 km norr om huvudstaden Mexico City. El Brasilar ligger 171 meter över havet och antalet invånare är 110.
Terrängen runt El Brasilar är platt åt nordost, men åt sydväst är den kuperad. Runt El Brasilar är det ganska tätbefolkat, med 96 invånare per kvadratkilometer. Närmaste större samhälle är Tamazunchale, 18,5 km väster om El Brasilar. Omgivningarna runt El Brasilar är en mosaik av jordbruksmark och naturlig växtlighet.